# (12342) Kudohmichiko
(12342) Kudohmichiko est un astéroïde de la ceinture principale.

## Description
(12342) Kudohmichiko est un astéroïde de la ceinture principale. Il fut découvert le 30 janvier 1993 à Yatsugatake par Yoshio Kushida et Osamu Muramatsu. Il présente une orbite caractérisée par un demi-grand axe de 2,36 UA, une excentricité de 0,16 et une inclinaison de 4,1° par rapport à l'écliptique.

## Compléments